# آئرو-سرویس
آئرو-سرویس (به انگلیسی: Aéro-Service) یک شرکت هواپیمایی با کد یاتا BF است که در تاریخ ۱۹۶۷ میلادی تأسیس شده است. دفتر مرکزی آئرو-سرویس در جمهوری کنگو واقع شده‌است و قطب این شرکت هواپیمایی در فرودگاه پوانت نوار قرار دارد.